# Relations entre les Îles Cook et l'Union européenne
Les relations entre les îles Cook et l’Union européenne reposent principalement sur les accords ACP que l'archipel a rejoint en 2000.

## Aide et coopération
L'Union européenne fournit une aide aux îles Cook afin de soutenir la politique de protection de l'environnement, afin d'améliorer la gestion de l'eau et de l'énergie et de soutenir la lutte contre le changement climatique.

## Sources

## Compléments